# (3791) Marci
Pour les articles homonymes, voir Marci.
(3791) Marci est un astéroïde de la ceinture principale.

## Description
(3791) Marci est un astéroïde de la ceinture principale. Il fut découvert le 17 novembre 1981 à l'Observatoire Kleť par Antonín Mrkos. Il présente une orbite caractérisée par un demi-grand axe de 2,88 UA, une excentricité de 0,07 et une inclinaison de 1,3° par rapport à l'écliptique.

## Compléments